# Prepotto
Prepotto (en friulano, Prepòt; en esloveno, Prapotno) es una población de la provincia de Údine, en la región autónoma de Friuli-Venecia Julia (Italia). Tiene una población estimada, a fines de marzo de 2022, de 705 habitantes.

### Demografía
| Gráfica de evolución demográfica de Prepotto entre 1861 y 2022 |
|                                                                |
| Fuente: ISTAT - Elaboración gráfica de Wikipedia               |